# 普里塞-拉沙里耶尔
普里塞-拉沙里耶尔（法語：Prissé-la-Charrière，法語發音：[pʁise la ʃaʁjɛʁ]）是法国德塞夫勒省的一个旧市镇，属于尼奥尔区。普里塞-拉沙里耶尔于1972年由原市镇普里塞（Prissé）和拉沙里耶尔（La Charrière）合并而成。2018年，普里塞-拉沙里耶尔与邻近的3个市镇合并为新市镇普莱讷达尔让松，普里塞-拉沙里耶尔为新市镇行政中心。

## 地理
普里塞-拉沙里耶尔（46°9'10"N, 0°29'4"W）面积19.94 平方千米，位于法国新阿基坦大区德塞夫勒省，该省份为法国西部内陆省份，北起曼恩-卢瓦尔省，西接旺代省，南至夏朗德省和滨海夏朗德省，东临维埃纳省。
与普里塞-拉沙里耶尔接壤的市镇（或旧市镇、城区）包括：米尼翁河畔德伊、博瓦尔叙尼奥尔、贝尔维尔、拉富瓦蒙若、米尼翁河畔托里尼、于索、维利耶昂布瓦、瓦勒迪米尼翁。

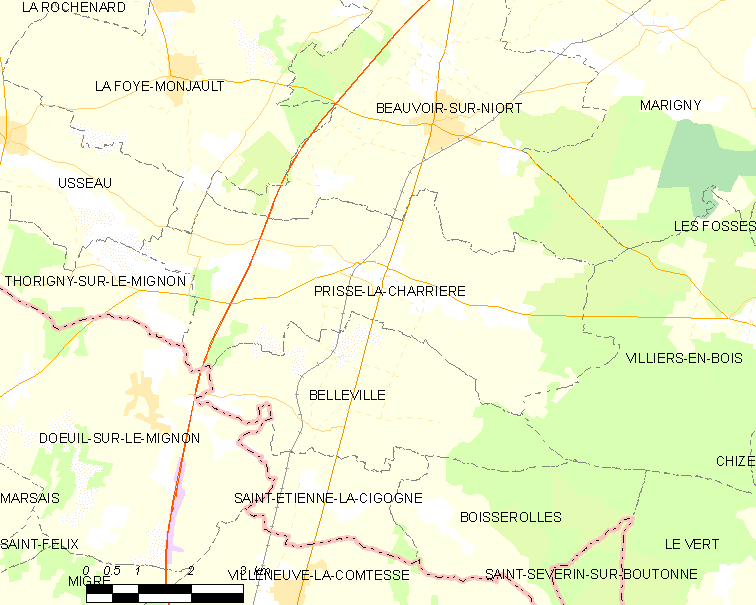
普里塞-拉沙里耶尔的OSM定位图

普里塞-拉沙里耶尔的时区为UTC+01:00、UTC+02:00（夏令时）。

## 行政
普里塞-拉沙里耶尔的邮政编码为79360，INSEE市镇编码为79078。

## 政治
普里塞-拉沙里耶尔所属的省级选区为米尼翁-布托讷县。

## 人口

1962-2008年间普里塞-拉沙里耶尔人口变化图示

普里塞-拉沙里耶尔于2015时的人口数量为646人。